# 镭毒颌炎
鐳毒頜炎是一個歷史上的職業病，這種職業病常見於在錶面塗含鐳顏料的漆工（即鐳女郎），透過镭的攝入以及被骨頭吸收所產生，除了漆工外，這種疾病也可見於服用含鐳專利藥的人等其他身體攝入镭的人身上。鐳毒頜炎的症狀包括了下頜骨與上頷骨的壞死、牙齦常態性的流血，以及（一段時間後）因為骨腫瘤所造成的變形和下頷出現大量孔洞等。
鐳毒頜炎和磷毒頜炎這種可在火柴女郎身上見到的因為磷吸收而出現的骨質疏鬆與骨壞死疾病類似。關於鐳毒頜炎最早的文獻紀錄出現於1924年，出自牙醫狄奧多·布魯姆之手，該文獻紀錄了一名在錶面塗含鐳顏料的漆工身上出現的不尋常的下頜骨髓炎。
在許多含鐳顏料公司的女工抱怨相似的牙齒與下頜疼痛後，這種疾病最終在1924年由病理學家哈里森·史丹佛·馬特蘭醫師所確定是由含鐳顏料所引起，而之所以這些女工會出現症狀，是因為她們常用嘴唇和舌頭舔含鐳顏料用的筆刷以保持這些筆的筆尖銳利之故。鐳毒頜炎是後來鐳女郎對美國鐳企業發起訴訟的主要原因。
在鐳女郎之外，另一個鐳毒頜炎的知名病例是美國運動員兼實業家埃本·拜尔斯，他在多年服用了大量的镭补這種放射性專利藥後，在1932年因病身亡，他的死引起公眾的關注，並使得放射性假藥的問題浮上檯面，後來《华尔街日报》並在1989年或之後就此刊登了一篇故事，題為《鐳水有效，直到他的下巴掉了為止》（The Radium Water Worked Fine until His Jaw Came Off）。

## 參照
1. ↑  Grady, Denise, , New York Times, October 6, 1998  [2019-06-13], （原始内容存档于2017-03-10）
2. ↑  Orci, Taylor, , The Atlantic, March 7, 2013  [2019-06-13], （原始内容存档于2022-03-24）
3. ↑  Blum, Theodor. . The Journal of the American Dental Association. 1924, 11 (9): 802–805. ISSN 1048-6364. doi:10.14219/jada.archive.1924.0111.
4. ↑  The Radium Water Worked Fine until His Jaw Came Off Medical Collectors Association, Newsletter No. 20, page 18

## 外部連結
- Radium in Humans: A Review of U.S. Studies （页面存档备份，存于）